# Brezno (huyện)
Brezno (okres Brezno) là một huyện nằm tại vùng Banská Bystrica, trung Slovakia. Nó được thành lập lần đầu tiên vào năm 1923 và ranh giới hiện tại của nó tồn tại từ năm 1996.

## Dân số
| Năm            | 1994   | 2004   | 2014   | 2024   |
| -------------- | ------ | ------ | ------ | ------ |
| Số lượng người | 66.424 | 65.080 | 62.971 | 57.916 |
| Sự khác biệt   |        | −2,02% | −3,24% | −8,02% |

| Năm            | 2023   | 2024   |
| -------------- | ------ | ------ |
| Số lượng người | 58.297 | 57.916 |
| Sự khác biệt   |        | −0,65% |

## Đô thị
- Bacúch
- Beňuš
- Braväcovo
- Brezno
- Bystrá
- Čierny Balog
- Dolná Lehota
- Drábsko
- Heľpa
- Horná Lehota
- Hronec
- Jarabá
- Jasenie
- Lom nad Rimavicou
- Michalová
- Mýto pod Ďumbierom
- Nemecká
- Osrblie
- Podbrezová
- Pohorelá
- Pohronská Polhora
- Polomka
- Predajná
- Ráztoka
- Sihla
- Šumiac
- Telgárt
- Valaská
- Vaľkovňa
- Závadka nad Hronom